# أوهانس ساماراس
أوهانس ساماراس (باليونانية: Γιάννης Σαμαράς)‏ هو مدرب كرة قدم ولاعب كرة قدم يوناني في مركز الوسط، ولد في 3 مايو 1961 في ملبورن في أستراليا. شارك مع منتخب اليونان لكرة القدم. أما مع النوادي، فقد لعب مع أوفي كريت وباناثينايكوس.

## وصلات خارجية
- أوهانس ساماراس على موقع قاعدة بيانات كرة القدم.إي يو (الإنجليزية)
- أوهانس ساماراس على موقع ناشيونال فوتبول تيمز (الإنجليزية)